# La Femme sans tête
Pour plus de détails, voir Fiche technique et Distribution.
La Femme sans tête (La mujer sin cabeza) est un film franco-italo-hispano-argentin réalisé par Lucrecia Martel en 2008.

## Synopsis
Verónica est au volant de sa voiture quand, dans un moment de distraction, elle heurte quelque chose.
Les jours suivants, elle semble disparaître, doucement étrangère aux choses et aux personnes qui l’entourent.
Subitement, elle avoue à son mari qu'elle a tué quelqu'un sur la route. Ils retournent ensemble sur les lieux de l’accident mais n’y découvrent que le cadavre d’un chien.
Alors que ce mauvais épisode paraît clos et que la vie reprend son cours, un cadavre est découvert…

## Fiche technique
- Titre original : La Femme sans tête
- Titre espagnol : La Mujer sin cabeza
- Titre international : The Headless Woman (États-Unis)
- Réalisation : Lucrecia Martel
- Scénario : Lucrecia Martel
- Photographie : Bárbara Álvarez
- Production : Pedro Almodóvar, Lucrecia Martel, Enrique Pineyro, Agustín Almodóvar, Tilde Corsi, Marianne Slot, Esther García, Vieri Razzini, Cesare Petrillo, Verónica Cura
- Pays de production :  Espagne,  France,  Italie,  Argentine
- Durée : 87 minutes
- Date de sortie : France : 29 avril 2009

## Distribution
- María Onetto : Verónica
- Claudia Cantero : Josefina
- César Bordón : Marcos
- Daniel Genoud : Juan Manuel
- Guillermo Arengo : Marcelo
- Inés Efron : Candita
- Alicia Muxo
- Pía Uribelarrea
- María Vaner : Tía Lala

## Intentions de réalisation
(août 2022).
- Si vous ne connaissez pas le sujet, laissez ce bandeau (vous pouvez alors contacter les auteurs).
- Si vous supprimez le contenu mis en cause (vous pouvez préalablement contacter les auteurs),

argumentez précisément cette suppression dans la page de discussion
(un manque de référence n'est pas un argument ; une recherche réelle de référence doit avoir été effectuée, être formellement documentée).
Lucrecia Martel a réalisé ce film pour montrer l'hypocrisie de la bourgeoisie argentine. Tout l'entourage de Verónica tente, dans le film, de lui faire oublier l'accident. Le film est une métaphore politique de la situation en Argentine.
C'est un film très fort visuellement et en même temps, difficilement accessible par sa lenteur. Martel nous montre l'enfermement progressif d'une femme en elle-même, la perte progressive de la raison qui amène Verónica à rester dans la salle d'attente de son cabinet de consultation alors que c'est elle, le médecin.

## Distinctions
- Sélection officielle au Festival de Cannes 2008
- Prix Sud : meilleur film, réalisateur et scénario original